# Église Notre-Dame de Ronzières
L'église Notre-Dame de Ronzières aussi appelée église Saint-Baudime est une église catholique française située à Ronzières, dans le Puy-de-Dôme.

## Localisation
L'église surplombe Ronzières, village situé entre les monts Dore et la Limagne d'Issoire (département du Puy-de-Dôme).

## Histoire
Le premier oratoire élevé sur le plateau de Ronzières fut dédié à saint Baudime qui, selon la légende, débarassa la contrée d'un monstre qui la désolait. 
L'église actuelle fut édifiée à l'époque romane sur l'emplacement de la chapelle dédiée à saint Baudime, et conserve des parties romanes au milieu des adjonctions gothiques.
Au début de l'automne 1472, une messe fut fondée en l'église Saint-Baudime par Jacquette Brun du Peschin, alors veuve de Bertrand de La Tour d'Auvergne. Cette messe devait être chantée annuellement, le lendemain de l'Assomption, en l'honneur de la Sainte Vierge.

## Historique
L'édifice a été inscrite au titre des monuments historiques en 1962.

## Galerie

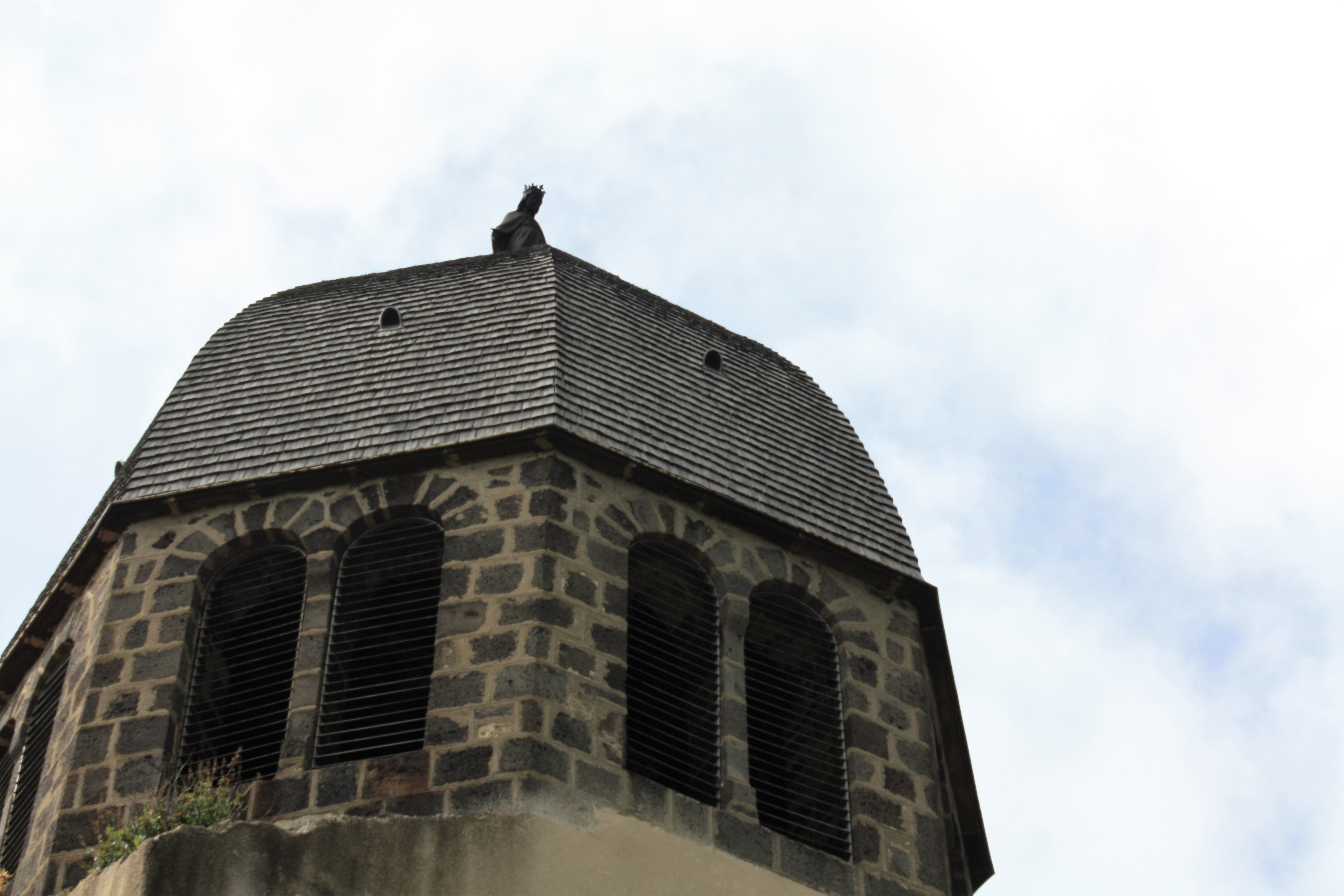
Clocher.
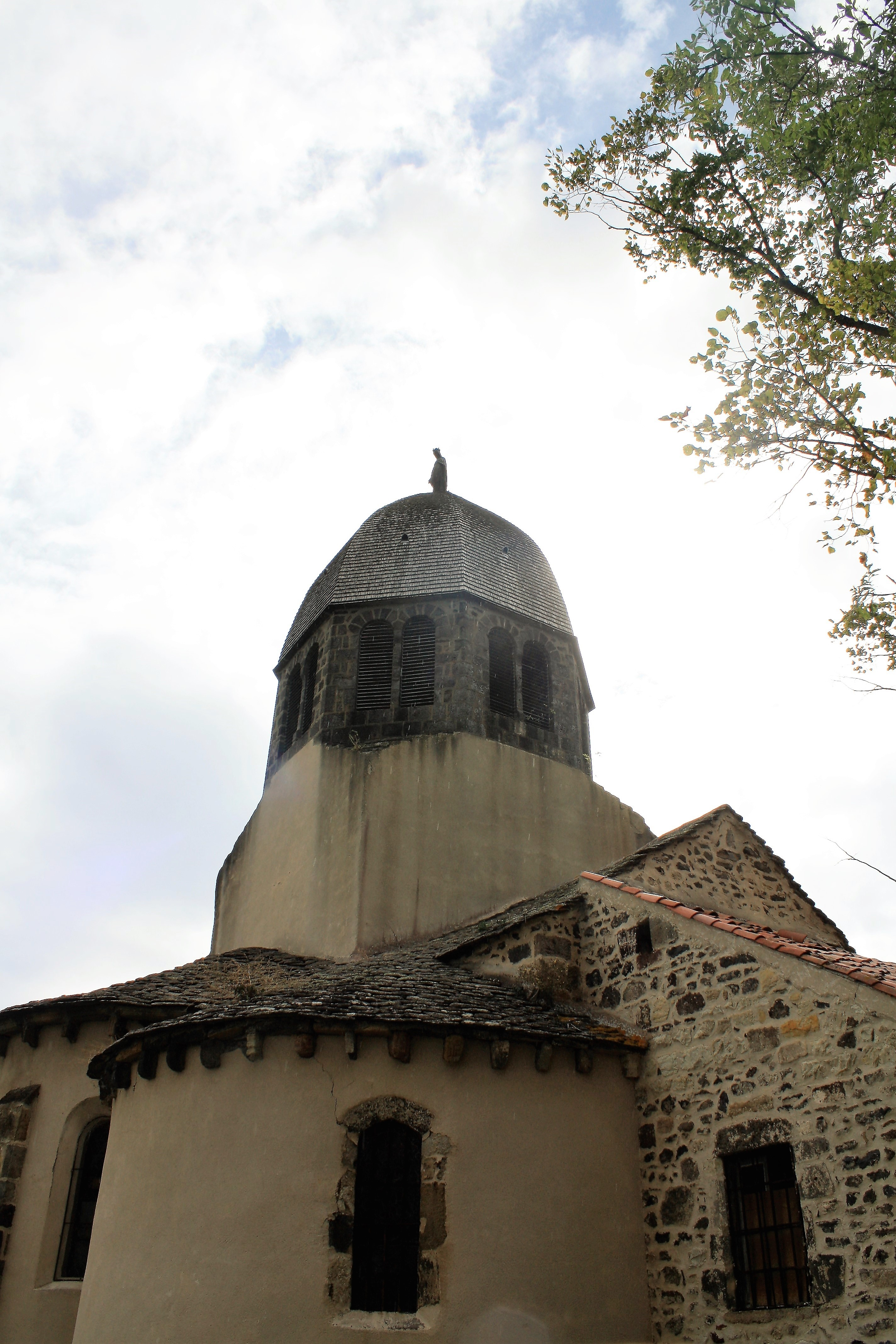
Chevet.
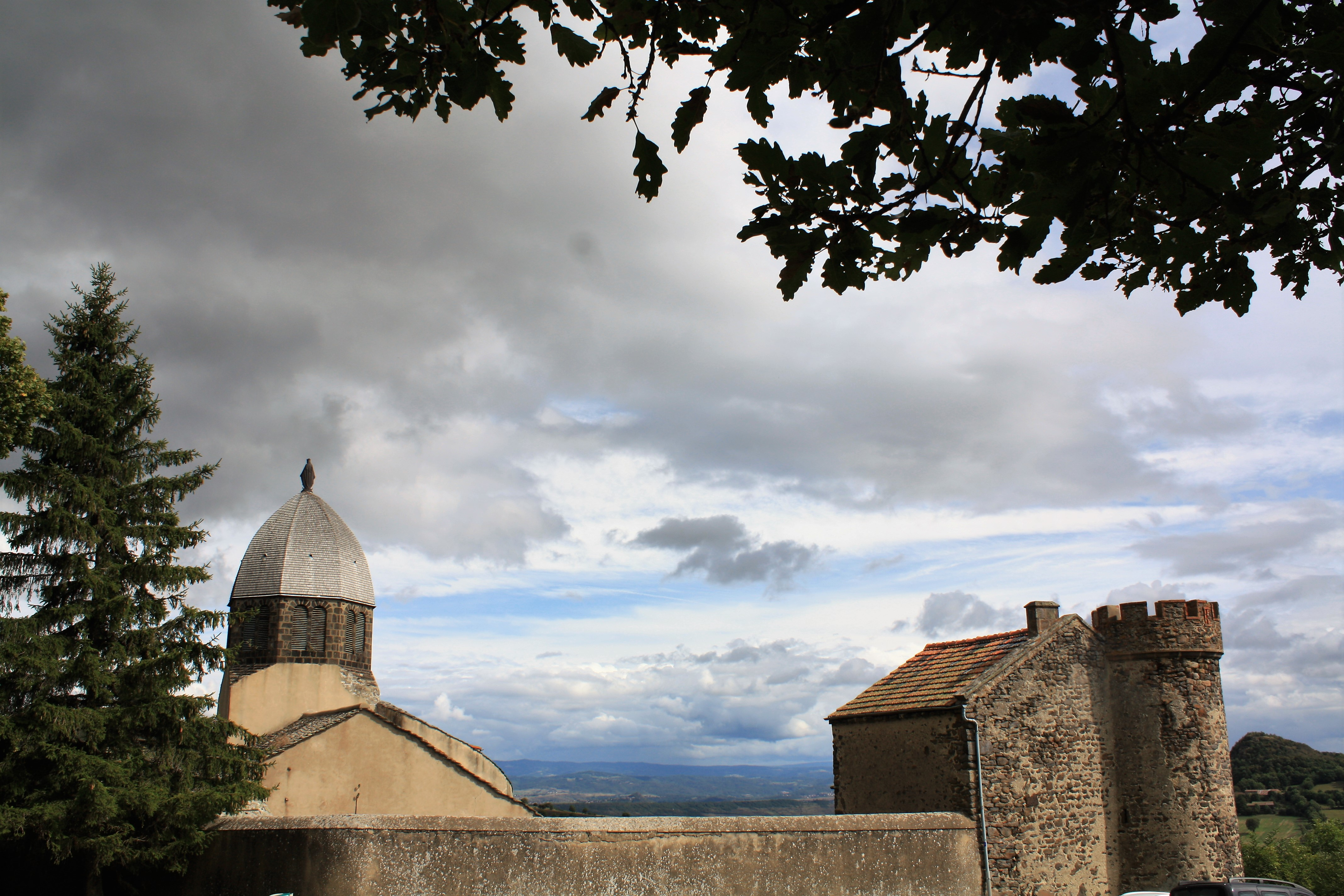
L'église et une tour du château.